# Skhour Rehamna
Skhour Rehamna (en arabe : صخور رحمنا) est une ville du Maroc. Elle est située dans la province de Rehamna dans la région de Marrakech-Safi.
Elle est située à 99 km de Marrakech.
De 1994 à 2004, sa population est passée de 14 485 à 14 346 habitants.